# Luigi Santucci
Luigi Santucci (* 11. November 1918 in Mailand; † 23. Mai 1999 ebenda) war ein italienischer Sprachwissenschaftler und Schriftsteller.

## Leben
Nach dem Schulbesuch an der Jesuitenschule Istituto Leone XIII studierte er Sprach- und Literaturwissenschaften an der Università Cattolica del Sacro Cuore am Lehrstuhl von Mario Apollonio und schloss dieses Studium 1941 mit einer Arbeit zum Thema „Limiti e ragioni della letteratura infantile“ ab. Später nahm er den Ruf auf eine Professur für Sprachwissenschaften an der Universität Mailand an.
Anfang der 1950er-Jahre begann er seine schriftstellerische Laufbahn und verfasste zunächst humorvolle Erzählungen über das Leben von Priestern und Mönchen, die auch in deutschen Übersetzungen erschienen wie Esel, Weinkrug und Sandalen (1956, Originaltitel „Lo zio prete“, 1952) und Die Kelter der Freude („L' imperfetta letizia“, 1957), das 1960 unter dem Titel Lob der Freude noch einmal neu übersetzt wurde, sowie Das Kind, sein Mythos und sein Märchen („Letteratura infantile“, 1964).
Für Il velocifero („Die seltsamen Heiligen von Nr. 5“, 1967) wurde er 1964 mit dem Premio Campiello ausgezeichnet, während Orfeo in Paradiso 1967 den Super Campiello als bestes Buch des Jahres erhielt und 1971 als Fernsehfilm verfilmt wurde.
Darüber hinaus wurde er 1986 mit dem Premio Grinzane Cavour für Il ballo della sposa geehrt.
1980 erschien Esel, Weinkrug und Sandalen in einer neuen deutschen Übersetzung unter dem Titel Roter Wein und sanfte Hügel. Darüber hinaus wurde A grande richiesta 1981 als Fernsehserie ausgestrahlt.
2004 erschien seine 1999 verfasste Autobiografie posthum unter dem Titel Autoritratto: Luigi Santucci.